# Судогда (река)
Судогда — река во Владимирской области России, правый приток реки Клязьма (бассейна Волги). Длина реки — 116 км. Площадь бассейна — 1900 км². Средний уклон — 0,342 м/км, половина падения происходит на первых 20 километрах.
Высота истока — 157 м над уровнем моря.
Река Судогда образуется у деревни Лазаревка (Гусь-Хрустальный район Владимирской области) и впадает в Клязьму на 275-м км на уровне 87,7 м у села Спас-Купалище (Судогодский район Владимирской области).
Река равнинная, лесистая. Берега луговые, заболочены, особенно в верхнем течении. Общее направление течения — северное.
Название реки по наиболее распространённой версии имеет финно-угорское происхождение.
Основные притоки: Ястреб, Печенка, Побойка, Яда, Войнинга.
На реке расположен город Судогда, село Лаврово и несколько деревень.
Ранее на реке действовало несколько малых гидроэлектростанций: Попелинская у деревни Попеленки и Жуковка.
Реку Судогда пересекает платная автомобильная дорога М-12.

## Притоки (км от устья)

Бассейн Клязьмы

- 9,4 км: река Войнинга (лв)
- 36 км: река Яда (пр)
- 46 км: река Побойка (лв)
- 54 км: река Печенка (лв)
- 55 км: река Ястреб (пр)
- 90 км: ручей Има (пр)
- 95 км: ручей Смородинка (пр)